# شهرستان تونگ‌یو
شهرستان تونگیو (به چینی: 通榆县) یک شهرستان در استان جی‌لین چین است که در تابعیت شهر بای‌چنگ قرار دارد.

شهرستان تونگیو ۸٬۴۷۶٫۳۷ کیلومتر مربع مساحت و ۲۸۱٬۵۸۹ نفر جمعیت دارد و ۱۴۳ متر بالاتر از سطح دریا واقع شده‌است.

## تقسیمات اداری
شهرستان تونگ‌یو به ۳ ناحیه، ۸ شهرک، ۶ قصبه و ۲ قصبه قومیتی (برای مردم مغول) تابعه تقسیم شده است. شش «میدان» و تقسیمات این‌چنینی هم‌سطح قصبه نیز تابع این شهرستان می‌باشد.
- ناحیه باچو (八区街道، Bāqū jiēdào)
- ناحیه شومان (树满街道، Shùmǎn jiēdào)
- ناحیه یینگ‌شین (迎新街道، Yíngxīn jiēdào)

- شهرک اولان‌هوا (乌兰花镇، Wūlánhuā zhèn)
- شهرک بیان‌ژاو (边昭镇، Biānzhāo zhèn)
- شهرک ژان‌یو (瞻榆镇، Zhānyú zhèn)
- شهرک شوانگ‌گانگ (双岗镇، Shuānggǎng zhèn)
- شهرک شینگ‌لونگ‌شان (兴隆山镇، Xīnglóngshān zhèn)
- شهرک شین‌هوا (新华镇، Xīnhuá zhèn)
- شهرک کای‌تونگ (开通镇، Kāitōng zhèn)
- شهرک هونگ‌شینگ (鸿兴镇، Hóngxìng zhèn)

- قصبه بامیان (八面乡، Bāmiàn xiāng)
- قصبه توان‌جیه (团结乡، Tuánjié xiāng)
- قصبه سوگونگ‌توو (苏公坨乡، Sūgōngtuó xiāng)
- قصبه شین‌شینگ (نوستاره) (新兴乡، Xīnxīng xiāng)
- قصبه شین‌فا (新发乡، Xīnfā xiāng)
- قصبه شی‌هواداو (十花道乡، Shíhuādào xiāng)

- ‌ قصبه قومیتی مغول بور اوندور
  - (包拉温都蒙古族乡، Bāolāwēndōu ménggǔzú xiāng)
  - (ᠪᠣᠷᠣ ᠥᠨᠳᠥᠷ ᠮᠣᠩᠭᠣᠯ ᠦᠨᠳᠦᠰᠦᠲᠡᠨ ᠦ ᠰᠢᠶᠠᠩ، Бор-Өндөр Монгол үндэстэний Шян, boro öndör moŋɣol ündüsüten-ü siyaŋ)
- ‌ قصبه قومیتی مغول دالای‌روو / شیانگ‌های
  - (向海蒙古族乡، Xiànghǎi ménggǔzú xiāng)
  - (ᠳᠠᠯᠠᠢ ᠤᠷᠤᠭᠤ ᠮᠣᠩᠭᠣᠯ ᠦᠨᠳᠦᠰᠦᠲᠡᠨ ᠦ ᠰᠢᠶᠠᠩ، Далай руу Монгол үндэстэний Шян, dalai-uruɣu moŋɣol ündüsüten-ü siyaŋ)

- منطقهٔ اداری منطقه توسعه اقتصادی تونگ‌یو (通榆经济开发区، Tōngyú jīngjì kāifā qū)
- میدان دام‌داری لیانگ‌جینگ‌زی (良井子畜牧场، Liángjǐngzǐ xùmùchǎng)
- میدان زادآوری گاو سان‌جیازی (三家子种牛场، Sānjiāzǐ zhòngniúchǎng)
- میدان گاوداری شین‌هوا (新华牛场، Xīnhuá niúchǎng)
- میدان گوزن‌داری شوانگ‌گانگ (双岗鹿场، Shuānggǎng lùchǎng)
- میدان مرتع‌داری تونگ‌فا (同发牧场، Tóngfā mùchǎng)